# Vinzelles (Puy-de-Dôme)
Vinzelles is een gemeente in het Franse departement Puy-de-Dôme (regio Auvergne-Rhône-Alpes) en telt 312 inwoners (2005). De plaats maakt deel uit van het arrondissement Thiers.

## Geografie
De oppervlakte van Vinzelles bedraagt 13,4 km², de bevolkingsdichtheid is 23,3 inwoners per km².
De onderstaande kaart toont de ligging van Vinzelles (Puy-de-Dôme) met de belangrijkste infrastructuur en aangrenzende gemeenten.

## Demografie
Onderstaande figuur toont het verloop van het inwonertal (bron: INSEE-tellingen).

1. ↑  Populations de référence 2022.